# Slalom en silla de ruedas
El slalom en silla de ruedas, eslálon en silla de ruedas o simplemente slalom, es una competencia del atletismo paralímpico para personas con parálisis cerebral que se desplazan en silla de ruedas, que consiste en realizar un circuito en el menor tiempo posible, sorteando los obstáculos que se encuentran en el camino, sin cometer errores, penalizándose con tiempo adicional en caso de cometerlos. La prueba formó parte de los Juegos Paralímpicos entre Tokio 1964 y Seúl 1988. La autoridad internacional que lo regula es la Asociación Internacional de Deportes y Recreación de Personas con Parálisis Cerebral (CP-ISRA), a través del Comité de Slalom en Silla de Ruedas.

## Descripción y reglas
La competencia se realiza entre personas con parálisis cerebral que se desplazan en silla de ruedas, usualmente sobre superficies duras y lisas. Los recorridos se realizan a través de diferentes tipos de obstáculos o dificultades: cuadrado giro 180°, pivote de giro completo, figura en ocho, cuadrado de 360°, rampa y plataforma, puerta invertida y zig-zag. Los obstáculos se marcan con conos y banderas de diferente color, según se trate de la entrada o la salida al obstáculo.
Se puede competir en sillas de tres o cuatro ruedas, prohibiéndose las sillas bipedestadoras. No se pueden usar cinchas en las piernas ni mecanismos para movilizar las ruedas -en el caso de las sillas mecánicas- a la vez que las sillas de ruedas eléctricas tienen limitada la cantidad de baterías. 

## Clases o divisiones
Se establecen clases o divisiones según el grado de dificultad de la persona para desempeñarse o mover la silla. Entre las clases establecidas se encuentra la que integran deportistas que no pueden mover funcionalmente una silla de ruedas mecánica y se desplazan en sillas eléctricas.

## Pruebas o modalidades
Entre las modalidades del slalom se encuentran:
- Prueba cronometrada: se realiza de manera individual, coronometrándose el tiempo realizado por cada competidor y las posiciones se ordenan de menor a mayor, según el mismo.
- Eliminación individual: se realiza mediante la competencia simultánea de dos competidores, cada uno de ellos en un circuito idéntico al otro. Quien gana, pasa a la siguiente ronda hasta la final.
- Eliminación por equipos: se realiza igual que la prueba de eliminación individual pero en postas de cuatro competidores.

## Historia paralímpica
La prueba formó parte de los Juegos Paralímpicos entre Tokio 1964 y Seúl 1988.

### Tokio 1964
| Tokio 1964                              | Tokio 1964                              | Tokio 1964                              | Tokio 1964                              | Tokio 1964                              |
| Slalom Mujeres Abierto Participantes: 5 | Slalom Mujeres Abierto Participantes: 5 | Slalom Mujeres Abierto Participantes: 5 | Slalom Mujeres Abierto Participantes: 5 | Slalom Mujeres Abierto Participantes: 5 |
|                                         | Atleta                                  | País                                    | Tiempo                                  |                                         |
| --------------------------------------- | --------------------------------------- | --------------------------------------- | --------------------------------------- | --------------------------------------- |
| 1                                       | Carol Bryant                            | Gran Bretaña                            | 1:12.6                                  |                                         |
| 2                                       | E. Gaarlandt                            | Países Bajos                            | 1:27.6                                  |                                         |
| 3                                       | E. O'Brien                              | Países Bajos                            | 1:44.1                                  |                                         |
| Slalom Varones Abierto Participantes: 5 |                                         |                                         |                                         |                                         |
| 1                                       | R. Miller                               | Estados Unidos                          | 57.0                                    |                                         |
| 2                                       | Roberto Marson                          | Países Bajos                            | 59.7                                    |                                         |
| 3                                       | Biron                                   | Francia                                 | 1:00.7                                  |                                         |
| Fuente: IPC.                            |                                         |                                         |                                         |                                         |

### Tel Aviv 1968
| Tel Aviv 1968                                   | Tel Aviv 1968                      | Tel Aviv 1968                      | Tel Aviv 1968                      | Tel Aviv 1968                      |
| Slalom Mujeres A Participantes: 10              | Slalom Mujeres A Participantes: 10 | Slalom Mujeres A Participantes: 10 | Slalom Mujeres A Participantes: 10 | Slalom Mujeres A Participantes: 10 |
|                                                 | Atleta                             | País                               | Tiempo                             |                                    |
| ----------------------------------------------- | ---------------------------------- | ---------------------------------- | ---------------------------------- | ---------------------------------- |
| 1                                               | C. Giesse                          | Estados Unidos                     | 1:30.4                             |                                    |
| 2                                               | Lorraine Dodd                      | Estados Unidos                     | 1:31.7                             |                                    |
| 3                                               | Cornet                             | Estados Unidos                     | 1:33.2                             |                                    |
| Slalom Varones A Participantes: 31              |                                    |                                    |                                    |                                    |
|                                                 | Atleta                             | País                               | Tiempo                             |                                    |
| 1                                               | Moretti                            | Australia                          | 1:07.2                             |                                    |
| 2                                               | W. Mather-Brown                    | Australia                          | 1:11.0                             |                                    |
| 3                                               | Sakonju                            | Japón                              | 1:14.6                             |                                    |
| Slalom Mujeres B Participantes: 18              |                                    |                                    |                                    |                                    |
|                                                 | Atleta                             | País                               | Tiempo                             |                                    |
| 1                                               | Shviki                             | Israel                             | 1:17.2                             |                                    |
| 2                                               | Binns                              | Canadá                             | 1:17.6                             |                                    |
| 3                                               | Even-Sahav                         | Israel                             | 1:20.2                             |                                    |
| Slalom Varones B Participantes: 24              |                                    |                                    |                                    |                                    |
|                                                 | Atleta                             | País                               | Tiempo                             |                                    |
| 1                                               | R. McIntyre                        | Australia                          | 1:04.9                             |                                    |
| 2                                               | S. Martin                          | Australia                          | 1:06.9                             |                                    |
| 3                                               | Suga                               | Japón                              | 1:07.0                             |                                    |
| Slalom Mujeres C Participantes: 20              |                                    |                                    |                                    |                                    |
|                                                 | Atleta                             | País                               | Tiempo                             |                                    |
| 1                                               | Carol Bryant                       | Gran Bretaña                       | 1:10.2                             |                                    |
| 2                                               | Apai                               | Japón                              | 1:18.9                             |                                    |
| 3                                               | M. O'Brien                         | Australia                          | 1:19.9                             |                                    |
| Slalom Varones C Participantes: 3               |                                    |                                    |                                    |                                    |
|                                                 | Atleta                             | País                               | Tiempo                             |                                    |
| 1                                               | Furukawa                           | Japón                              | 1:01.5                             |                                    |
| 2                                               | Erkawa                             | Japón                              | 1:03.2                             |                                    |
| 3                                               | Tsuchiya                           | Japón                              | 1:04.4                             |                                    |
| Slalom Mujeres Clase Cervical Participantes: 6  |                                    |                                    |                                    |                                    |
|                                                 | Atleta                             | País                               | Tiempo                             |                                    |
| 1                                               | Susana Masciotra                   | Argentina                          | 1:47.5                             |                                    |
| 2                                               | Gurman                             | Estados Unidos                     | 1:52.7                             |                                    |
| 3                                               | Rosaleen Gallagher                 | Irlanda                            | 1:59.8                             |                                    |
| Slalom Varones Clase Cervical Participantes: 31 |                                    |                                    |                                    |                                    |
|                                                 | Atleta                             | País                               | Tiempo                             |                                    |
| 1                                               | McLucas                            | Australia                          | 1:29.2                             |                                    |
| 2                                               | Gianino                            | Estados Unidos                     | 1:32.3                             |                                    |
| 3                                               | Dunn                               | Estados Unidos                     | 1:41.1                             |                                    |
| Fuente: IPC.                                    |                                    |                                    |                                    |                                    |

### Heidelberg 1972
| Heidelberg 1972                     | Heidelberg 1972                    | Heidelberg 1972                    | Heidelberg 1972                    | Heidelberg 1972                    |
| Slalom Mujeres 1A Participantes: 2  | Slalom Mujeres 1A Participantes: 2 | Slalom Mujeres 1A Participantes: 2 | Slalom Mujeres 1A Participantes: 2 | Slalom Mujeres 1A Participantes: 2 |
|                                     | Atleta                             | País                               | Tiempo                             |                                    |
| ----------------------------------- | ---------------------------------- | ---------------------------------- | ---------------------------------- | ---------------------------------- |
| 1                                   | Mayer                              | República Federal de Alemania      | 79.8                               |                                    |
| 2                                   | Olga Richetti                      | Estados Unidos                     | 105.7                              |                                    |
| Slalom Varones 1A Participantes: 9  |                                    |                                    |                                    |                                    |
|                                     | Atleta                             | País                               | Tiempo                             |                                    |
| 1                                   | D. Bovee                           | Canadá                             | 76.9                               |                                    |
| 2                                   | Rod Vleiger                        | Estados Unidos                     | 77.7                               |                                    |
| 3                                   | McNichol                           | Estados Unidos                     | 84.0                               |                                    |
| Slalom Mujeres 1B Participantes: 11 |                                    |                                    |                                    |                                    |
|                                     | Atleta                             | País                               | Tiempo                             |                                    |
| 1                                   | Broemmer                           | Estados Unidos                     | 71.0                               |                                    |
| 2                                   | T. Freeman                         | Australia                          | 78.2                               |                                    |
| 3                                   | S. Long                            | Canadá                             | 88.5                               |                                    |
| Slalom Varones 1B Participantes: 21 |                                    |                                    |                                    |                                    |
|                                     | Atleta                             | País                               | Tiempo                             |                                    |
| 1                                   | Rosenbaum                          | Estados Unidos                     | 61.5                               |                                    |
| 2                                   | Robert Ockvirk                     | Estados Unidos                     | 62.4                               |                                    |
| 3                                   | Daniel Jeannin                     | Francia                            | 62.7                               |                                    |
| Slalom Mujeres 2 Participantes: 12  |                                    |                                    |                                    |                                    |
|                                     | Atleta                             | País                               | Tiempo                             |                                    |
| 1                                   | Yamahata                           | Japón                              | 70,1                               |                                    |
| 2                                   | Cristina Benedetti                 | Argentina                          | 72.4                               |                                    |
| 3                                   | Sharon Myers                       | Estados Unidos                     | 73.6                               |                                    |
| Slalom Varones 2 Participantes: 16  |                                    |                                    |                                    |                                    |
|                                     | Atleta                             | País                               | Tiempo                             |                                    |
| 1                                   | Giuseppe Trieste                   | Italia                             | 55.4                               |                                    |
| 2                                   | Goldmann                           | Estados Unidos                     | 60.0                               |                                    |
| 2                                   | Schmicking                         | República Federal de Alemania      | 60.0                               |                                    |
| Slalom Mujeres 3 Participantes: 26  |                                    |                                    |                                    |                                    |
|                                     | Atleta                             | País                               | Tiempo                             |                                    |
| 1                                   | B. Howie                           | Gran Bretaña                       | 58.2                               |                                    |
| 2                                   | Binns                              | Canadá                             | 62.1                               |                                    |
| 3                                   | Ciapala                            | Polonia                            | 62.5                               |                                    |
| Slalom Varones 3 Participantes: 28  |                                    |                                    |                                    |                                    |
|                                     | Atleta                             | País                               | Tiempo                             |                                    |
| 1                                   | Lofstrom                           | Suecia                             | 48.7                               |                                    |
| 2                                   | Roman                              | Estados Unidos                     | 51.3                               |                                    |
| 3                                   | Carlo Jannucci                     | Italia                             | 52.4                               |                                    |
| Slalom Mujeres 4 Participantes: 16  |                                    |                                    |                                    |                                    |
|                                     | Atleta                             | País                               | Tiempo                             |                                    |
| 1                                   | Keyser                             | Estados Unidos                     | 65.2                               |                                    |
| 2                                   | Kawakami                           | Japón                              | 66.3                               |                                    |
| 3                                   | Darleen Quinlan                    | Estados Unidos                     | 68.2                               |                                    |
| Slalom Varones 4 Participantes: 28  |                                    |                                    |                                    |                                    |
|                                     | Atleta                             | País                               | Tiempo                             |                                    |
| 1                                   | Meikes                             | República Federal de Alemania      | 46.4                               |                                    |
| 2                                   | Tetsuya Matuso                     | Japón                              | 47.0                               |                                    |
| 3                                   | Fujikawa                           | Japón                              | 47.1                               |                                    |
| Slalom Mujeres 5 Participantes: 12  |                                    |                                    |                                    |                                    |
|                                     | Atleta                             | País                               | Tiempo                             |                                    |
| 1                                   | Tanaka                             | Japón                              | 59.2                               |                                    |
| 2                                   | O'Brien                            | Gran Bretaña                       | 67.5                               |                                    |
| 3                                   | Gisela Hermes                      | República Federal de Alemania      | 68.6                               |                                    |
| Slalom Varones 5 Participantes: 32  |                                    |                                    |                                    |                                    |
|                                     | Atleta                             | País                               | Tiempo                             |                                    |
| 1                                   | Sakamoto                           | Japón                              | 46.4                               |                                    |
| 2                                   | Hideshi Oba                        | Japón                              | 49.0                               |                                    |
| 3                                   | R. McIntyre                        | Australia                          | 50.5                               |                                    |
| Fuente: IPC.                        |                                    |                                    |                                    |                                    |

### Toronto 1976
| Toronto 1976                        | Toronto 1976                       | Toronto 1976                       | Toronto 1976                       | Toronto 1976                       |
| Slalom Mujeres 1A Participantes: 6  | Slalom Mujeres 1A Participantes: 6 | Slalom Mujeres 1A Participantes: 6 | Slalom Mujeres 1A Participantes: 6 | Slalom Mujeres 1A Participantes: 6 |
|                                     | Atleta                             | País                               | Tiempo                             |                                    |
| ----------------------------------- | ---------------------------------- | ---------------------------------- | ---------------------------------- | ---------------------------------- |
| 1                                   | Ruth Wendt                         | Estados Unidos                     | 1:47.6                             |                                    |
| 2                                   | Lourdes Morales                    | México                             | 1:55.7                             |                                    |
| 3                                   | Karen Donaldson                    | Estados Unidos                     | 1:55.5                             |                                    |
| Slalom Varones 1A Participantes: 6  |                                    |                                    |                                    |                                    |
|                                     | Atleta                             | País                               | Tiempo                             |                                    |
| 1                                   | Juan Almaraz                       | México                             | 1:44.9                             |                                    |
| 2                                   | Rod Vleiger                        | Estados Unidos                     | 1:50.9                             |                                    |
| 3                                   | E. Batt                            | Canadá                             | 2:00.9                             |                                    |
| Slalom Mujeres 1B Participantes: 5  |                                    |                                    |                                    |                                    |
|                                     | Atleta                             | País                               | Tiempo                             |                                    |
| 1                                   | Ruth Rosenbaum                     | Estados Unidos                     | 1:45.3                             |                                    |
| 2                                   | Rosaleen Gallagher                 | Irlanda                            | 1:59.2                             |                                    |
| 3                                   | Rosa Sicari                        | Italia                             | 2:01.3                             |                                    |
| Slalom Varones 1B Participantes: 18 |                                    |                                    |                                    |                                    |
|                                     | Atleta                             | País                               | Tiempo                             |                                    |
| 1                                   | Eduardo Monsalvo                   | México                             | 1:28.1                             |                                    |
| 2                                   | Carmelo Addaris                    | Italia                             | 1;32.0                             |                                    |
| 3                                   | Leif Hedman                        | Suecia                             | 1:37.5                             |                                    |
| Slalom Mujeres 1C Participantes: 5  |                                    |                                    |                                    |                                    |
|                                     | Atleta                             | País                               | Tiempo                             |                                    |
| 1                                   | Sharon Myers                       | Estados Unidos                     | 1:39.4                             |                                    |
| 2                                   | T. Freeman                         | Australia                          | 1:45.2                             |                                    |
| 3                                   | Gilberte Brasey                    | Suiza                              | 1:57.8                             |                                    |
| Slalom Varones 1C Participantes: 9  |                                    |                                    |                                    |                                    |
|                                     | Atleta                             | País                               | Tiempo                             |                                    |
| 1                                   | D. Miller                          | Nueva Zelanda                      | 1:14.8                             |                                    |
| 2                                   | Hiroshi Nakagawa                   | Japón                              | 1:24.5                             |                                    |
| 3                                   | Tommy Hite                         | Estados Unidos                     | 1:30.0                             |                                    |
| Slalom Mujeres 2 Participantes: 8   |                                    |                                    |                                    |                                    |
|                                     | Atleta                             | País                               | Tiempo                             |                                    |
| 1                                   | Cristina Benedetti                 | Argentina                          | 1:32.2                             |                                    |
| 2                                   | Glee Lyford                        | Estados Unidos                     | 1:37.1                             |                                    |
| 3                                   | Kathleen Fagan                     | Irlanda                            | 1:51.7                             |                                    |
| Slalom Varones 2 Participantes: 14  |                                    |                                    |                                    |                                    |
|                                     | Atleta                             | País                               | Tiempo                             |                                    |
| 1                                   | Eusebio Valdez                     | México                             | 1:19.0                             |                                    |
| 2                                   | E. Guerrero                        | España                             | 1:21.4                             |                                    |
| 3                                   | Schmicking                         | República Federal de Alemania      | 1:26.6                             |                                    |
| Slalom Mujeres 3 Participantes: 7   |                                    |                                    |                                    |                                    |
|                                     | Atleta                             | País                               | Tiempo                             |                                    |
| 1                                   | Martina Tschoetschel               | República Federal de Alemania      | 1:18.7                             |                                    |
| 2                                   | Emilie Schwarz                     | Austria                            | 1:32.2                             |                                    |
| 3                                   | M. Schaefer                        | Sudáfrica                          | 1:35.3                             |                                    |
| Slalom Varones 3 Participantes: 23  |                                    |                                    |                                    |                                    |
|                                     | Atleta                             | País                               | Tiempo                             |                                    |
| 1                                   | Lars Lofstrom                      | Suecia                             | 1:07.4                             |                                    |
| 2                                   | Michio Saito                       | Japón                              | 1:08.4                             |                                    |
| 3                                   | James Steuwe                       | Estados Unidos                     | 1:13.4                             |                                    |
| Slalom Mujeres 4 Participantes: 13  |                                    |                                    |                                    |                                    |
|                                     | Atleta                             | País                               | Tiempo                             |                                    |
| 1                                   | Tomoko Yamazaki                    | Japón                              | 1:17.1                             |                                    |
| 2                                   | Darleen Quinlan                    | Estados Unidos                     | 1:20.4                             |                                    |
| 3                                   | Rita Laux                          | República Federal de Alemania      | 1:24.9                             |                                    |
| Slalom Varones 4 Participantes: 23  |                                    |                                    |                                    |                                    |
|                                     | Atleta                             | País                               | Tiempo                             |                                    |
| 1                                   | Yoshiteru Hoshi                    | Japón                              | 1:01.7                             |                                    |
| 2                                   | B. McNicholl                       | Nueva Zelanda                      | 1:11.9                             |                                    |
| 3                                   | C. Stoddard                        | Canadá                             | 1:12.7                             |                                    |
| Slalom Mujeres 5 Participantes: 7   |                                    |                                    |                                    |                                    |
|                                     | Atleta                             | País                               | Tiempo                             |                                    |
| 1                                   | Masami Morimoto                    | Japón                              | 1:07.0                             |                                    |
| 2                                   | J. McDonald                        | Canadá                             | 1:17.3                             |                                    |
| 3                                   | Silke Boll                         | República Federal de Alemania      | 1:21.3                             |                                    |
| Slalom Varones 5 Participantes: 18  |                                    |                                    |                                    |                                    |
|                                     | Atleta                             | País                               | Tiempo                             |                                    |
| 1                                   | Isao Kishino                       | Japón                              | 1:03.2                             |                                    |
| 2                                   | Kenichi Tomita                     | Japón                              | 1:03.7                             |                                    |
| 3                                   | Rolf Johansson                     | Suecia                             | 1:06.3                             |                                    |
| Fuente: IPC.                        |                                    |                                    |                                    |                                    |

### Arnhem 1980
| Arnhem 1980                         | Arnhem 1980                        | Arnhem 1980                        | Arnhem 1980                        | Arnhem 1980                        |
| Slalom Mujeres 1A Participantes: 4  | Slalom Mujeres 1A Participantes: 4 | Slalom Mujeres 1A Participantes: 4 | Slalom Mujeres 1A Participantes: 4 | Slalom Mujeres 1A Participantes: 4 |
|                                     | Atleta                             | País                               | Tiempo                             |                                    |
| ----------------------------------- | ---------------------------------- | ---------------------------------- | ---------------------------------- | ---------------------------------- |
| 1                                   | Karen Donaldson                    | Estados Unidos                     | (RM) 1:25.60                       |                                    |
| 2                                   | Josefina Cornejo                   | México                             | 1:39.66                            |                                    |
| 3                                   | J. Toomey                          | Irlanda                            | 1:49.04                            |                                    |
| Slalom Varones 1A Participantes: 17 |                                    |                                    |                                    |                                    |
|                                     | Atleta                             | País                               | Tiempo                             |                                    |
| 1                                   | Meinrad Cavigelli                  | Suiza                              | 1:15.52                            |                                    |
| 2                                   | Francisco de las Fuentes           | México                             | 1:17.59                            |                                    |
| 3                                   | E. Batt                            | Canadá                             | 1:23.51                            |                                    |
| Slalom Mujeres 1B Participantes: 10 |                                    |                                    |                                    |                                    |
|                                     | Atleta                             | País                               | Tiempo                             |                                    |
| 1                                   | C. Patton                          | Estados Unidos                     | RM 1:09.35                         |                                    |
| 2                                   | Ruth Rosenbaum                     | Estados Unidos                     | 1:17.28                            |                                    |
| 3                                   | Rosa Sicari                        | Italia                             | 1:21.50                            |                                    |
| Slalom Varones 1B Participantes: 16 |                                    |                                    |                                    |                                    |
|                                     | Atleta                             | País                               | Tiempo                             |                                    |
| 1                                   | Giovanni Ciuffreda                 | Italia                             | RM 1:08.38                         |                                    |
| 2                                   | C. J. M. Slijkerman                | Países Bajos                       | 1:13.05                            |                                    |
| 3                                   | J. van der Belt                    | Países Bajos                       | 1:13.25                            |                                    |
| Slalom Mujeres 1C Participantes: 2  |                                    |                                    |                                    |                                    |
|                                     | Atleta                             | País                               | Tiempo                             |                                    |
| 1                                   | Gabriella Boreggio                 | Italia                             | RM 1:14.69                         |                                    |
| 2                                   | Sharon Myers                       | Estados Unidos                     | 1:22.02                            |                                    |
| Slalom Varones 1C Participantes: 10 |                                    |                                    |                                    |                                    |
|                                     | Atleta                             | País                               | Tiempo                             |                                    |
| 1                                   | D. Miller                          | Nueva Zelanda                      | RM 57.80                           |                                    |
| 2                                   | Juan Cornejo                       | México                             | 58.58                              |                                    |
| 3                                   | Kazuo Yamaguchi                    | Japón                              | 1:10.05                            |                                    |
| Slalom Mujeres 2 Participantes: 12  |                                    |                                    |                                    |                                    |
|                                     | Atleta                             | País                               | Tiempo                             |                                    |
| 1                                   | Patricia Hill                      | Nueva Zelanda                      | 1:05.14                            |                                    |
| 2                                   | Ingrid Lauridsen                   | Dinamarca                          | 1:07.43                            |                                    |
| 3                                   | Margit Quell                       | República Federal de Alemania      | 1:08.57                            |                                    |
| Slalom Varones 2 Participantes: 22  |                                    |                                    |                                    |                                    |
|                                     | Atleta                             | País                               | Tiempo                             |                                    |
| 1                                   | Yoshio Tsunoda                     | Japón                              | 53.47                              |                                    |
| 2                                   | Graham Condon                      | Nueva Zelanda                      | 56.54                              |                                    |
| 3                                   | Jensen Frits Steilborg             | Dinamarca                          | 56.96                              |                                    |
| Slalom Mujeres 3 Participantes: 18  |                                    |                                    |                                    |                                    |
|                                     | Atleta                             | País                               | Tiempo                             |                                    |
| 1                                   | Darleen Quinlan                    | Estados Unidos                     | RM 1:06.12                         |                                    |
| 2                                   | Nella McPherson                    | Jamaica                            | 1:11.72                            |                                    |
| 3                                   | Annie Cornil                       | Bélgica                            | 1:16.11                            |                                    |
| Slalom Varones 3 Participantes: 24  |                                    |                                    |                                    |                                    |
|                                     | Atleta                             | País                               | Tiempo                             |                                    |
| 1                                   | Paul van Winkel                    | Bélgica                            | 53.09                              |                                    |
| 2                                   | Gregor Golombek                    | República Federal de Alemania      | 53.54                              |                                    |
| 3                                   | Pointer                            | Austria                            | 54.88                              |                                    |
| Slalom Mujeres 4 Participantes: 11  |                                    |                                    |                                    |                                    |
|                                     | Atleta                             | País                               | Tiempo                             |                                    |
| 1                                   | B. Eckert                          | República Federal de Alemania      | RM 59.10                           |                                    |
| 2                                   | C. Zeyher                          | República Federal de Alemania      | 1:05.60                            |                                    |
| 3                                   | Chiyoko Ohmae                      | Japón                              | 1:05.80                            |                                    |
| Slalom Varones 4 Participantes: 26  |                                    |                                    |                                    |                                    |
|                                     | Atleta                             | País                               | Tiempo                             |                                    |
| 1                                   | Tadanobu Go                        | Japón                              | RM 47.29                           |                                    |
| 2                                   | Masahiro Hara                      | Japón                              | 51.04                              |                                    |
| 3                                   | R. Minor                           | Canadá                             | 52.28                              |                                    |
| Slalom Mujeres 5 Participantes: 12  |                                    |                                    |                                    |                                    |
|                                     | Atleta                             | País                               | Tiempo                             |                                    |
| 1                                   | J. McDonald                        | Canadá                             | 55.30                              |                                    |
| 2                                   | Breuer, Rita                       | República Federal de Alemania      | 59.90                              |                                    |
| 3                                   | Rosa Zaugg                         | Suiza                              | 1:00.70                            |                                    |
| Slalom Varones 5 Participantes: 21  |                                    |                                    |                                    |                                    |
|                                     | Atleta                             | País                               | Tiempo                             |                                    |
| 1                                   | Franz Nietlispach                  | Suiza                              | 48.30                              |                                    |
| 2                                   | R. McIntyre                        | Australia                          | 51.48                              |                                    |
| 3                                   | Fumio Ogawa                        | Japón                              | 54.36                              |                                    |
| Slalom Varones F1 Participantes: 3  |                                    |                                    |                                    |                                    |
|                                     | Atleta                             | País                               | Tiempo                             |                                    |
| 1                                   | Andreas Brand                      | República Federal de Alemania      | 33.97                              |                                    |
| 2                                   | Matthias Berg                      | República Federal de Alemania      | 34.16                              |                                    |
| 3                                   | Khater Ghreeb                      | Egipto                             | 35.91                              |                                    |
| Fuente: IPC.                        |                                    |                                    |                                    |                                    |

### Nueva York 1984
| Nueva York 1984                    | Nueva York 1984                    | Nueva York 1984                    | Nueva York 1984                    | Nueva York 1984                    |
| Slalom Varones 1A Participantes: 3 | Slalom Varones 1A Participantes: 3 | Slalom Varones 1A Participantes: 3 | Slalom Varones 1A Participantes: 3 | Slalom Varones 1A Participantes: 3 |
|                                    | Atleta                             | País                               | Tiempo                             |                                    |
| ---------------------------------- | ---------------------------------- | ---------------------------------- | ---------------------------------- | ---------------------------------- |
| 1                                  | Paolo D'Agostini                   | Italia                             | 1:34:50                            |                                    |
| 2                                  | Francisco de las Fuentes           | México                             | 1:37.91                            |                                    |
| 3                                  | Sebastian de Francesco             | Estados Unidos                     | 2:53.09                            |                                    |
| Slalom Mujeres 1B Participantes: 3 |                                    |                                    |                                    |                                    |
|                                    | Atleta                             | País                               | Tiempo                             |                                    |
| 1                                  | Ruth Rosenbaum                     | Estados Unidos                     | RM 1:33.05                         |                                    |
| 2                                  | M. Feraz                           | Brasil                             | 1:42.15                            |                                    |
| 3                                  | Rosaleen Gallagher                 | Irlanda                            | 1:44.01                            |                                    |
| Slalom Varones 1B Participantes: 8 |                                    |                                    |                                    |                                    |
|                                    | Atleta                             | País                               | Tiempo                             |                                    |
| 1                                  | Akihiko Onodera                    | Japón                              | RM 1:09:13                         |                                    |
| 2                                  | C. Weiss                           | Francia                            | 1:11:68                            |                                    |
| 3                                  | M. Quinn                           | Australia                          | 1:18.63                            |                                    |
| Slalom Mujeres 1C Participantes: 3 |                                    |                                    |                                    |                                    |
|                                    | Atleta                             | País                               | Tiempo                             |                                    |
| 1                                  | Tham Simpson                       | Canadá                             | 1:23.58                            |                                    |
| 2                                  | Amintas Piedade                    | Brasil                             | 1:48.29                            |                                    |
| 3                                  | J. Gutiérrez                       | México                             | 1:49.89                            |                                    |
| Slalom Varones 1C Participantes: 7 |                                    |                                    |                                    |                                    |
|                                    | Atleta                             | País                               | Tiempo                             |                                    |
| 1                                  | D. Miller                          | Nueva Zelanda                      | RM 59.86                           |                                    |
| 2                                  | T. Sakurai                         | Japón                              | 1.09.23                            |                                    |
| 3                                  | R. Zeyher                          | República Federal de Alemania      | 1:10.28                            |                                    |
| Slalom Mujeres 2 Participantes: 8  |                                    |                                    |                                    |                                    |
|                                    | Atleta                             | País                               | Tiempo                             |                                    |
| 1                                  | Patricia Hill                      | Nueva Zelanda                      | 1:07.76                            |                                    |
| 2                                  | Margit Quell                       | República Federal de Alemania      | 1:10.73                            |                                    |
| 3                                  | Adelah Al-Romi                     | Kuwait                             | 1:17.05                            |                                    |
| Slalom Varones 2 Participantes: 12 |                                    |                                    |                                    |                                    |
|                                    | Atleta                             | País                               | Tiempo                             |                                    |
| 1                                  | Hermann Nortmann                   | República Federal de Alemania      | 57.20                              |                                    |
| 2                                  | Motoharu Matsuo                    | Japón                              | 57.54                              |                                    |
| 3                                  | Graham Condon                      | Nueva Zelanda                      | 58.07                              |                                    |
| Slalom Mujeres 3 Participantes: 5  |                                    |                                    |                                    |                                    |
|                                    | Atleta                             | País                               | Tiempo                             |                                    |
| 1                                  | K. Shiota                          | Japón                              | RM 55:95                           |                                    |
| 2                                  | S. Hadfield                        | Nueva Zelanda                      | 1:10.10                            |                                    |
| 3                                  | J. Dilorenzo                       | Estados Unidos                     | 1:12.76                            |                                    |
| Slalom Varones 3 Participantes: 8  |                                    |                                    |                                    |                                    |
|                                    | Atleta                             | País                               | Tiempo                             |                                    |
| 1                                  | N. Ogawa                           | Japón                              | RM 48.50                           |                                    |
| 2                                  | C. Stoddard                        | Canadá                             | 54.84                              |                                    |
| 3                                  | Paul van Winkel                    | Bélgica                            | 56.35                              |                                    |
| Slalom Mujeres 4 Participantes: 5  |                                    |                                    |                                    |                                    |
|                                    | Atleta                             | País                               | Tiempo                             |                                    |
| 1                                  | Masami Morimoto                    | Japón                              | RM 52.64                           |                                    |
| 2                                  | K. Yoshida                         | Japón                              | 1:00.18                            |                                    |
| 3                                  | Kathryne Lynne Carlton             | Estados Unidos                     | 1:07.64                            |                                    |
| Slalom Varones 4 Participantes: 11 |                                    |                                    |                                    |                                    |
|                                    | Atleta                             | País                               | Tiempo                             |                                    |
| 1                                  | Masanori Nakamura                  | Japón                              | RM 50:22                           |                                    |
| 2                                  | Rolf Johansson                     | Suecia                             | 50.93                              |                                    |
| 3                                  | Ruedi Sommer                       | Suecia                             | 56.67                              |                                    |
| Slalom Mujeres 5 Participantes: 8  |                                    |                                    |                                    |                                    |
|                                    | Atleta                             | País                               | Tiempo                             |                                    |
| 1                                  | K. Sugeno                          | Japón                              | 57.42                              |                                    |
| 2                                  | T. Morita                          | Japón                              | 1:07.43                            |                                    |
| 3                                  | Rosa Zaugg                         | Suiza                              | 1:10.66                            |                                    |
| Slalom Varones 5 Participantes: 13 |                                    |                                    |                                    |                                    |
|                                    | Atleta                             | País                               | Tiempo                             |                                    |
| 1                                  | Franz Nietlispach                  | Suiza                              | 47.68                              |                                    |
| 2                                  | John Federico                      | Australia                          | 51.48                              |                                    |
| 3                                  | K. Nakahashi                       | Japón                              | 51.60                              |                                    |
| Slalom Varones F1 Participantes: 3 |                                    |                                    |                                    |                                    |
|                                    | Atleta                             | País                               | Tiempo                             |                                    |
| 1                                  | Andreas Brand                      | República Federal de Alemania      | 33.97                              |                                    |
| 2                                  | Matthias Berg                      | República Federal de Alemania      | 34.16                              |                                    |
| 3                                  | Khater Ghreeb                      | Egipto                             | 35.91                              |                                    |
| Slalom Mujeres C1 Participantes: 6 |                                    |                                    |                                    |                                    |
|                                    | Atleta                             | País                               | Tiempo                             |                                    |
| 1                                  | Maureen Gaynor                     | Estados Unidos                     | 4:14.97                            |                                    |
| 2                                  | Lynette Coleman                    | Australia                          | 4:22.46                            |                                    |
| 3                                  | Alison Barnes                      | Irlanda                            | 4:48.41                            |                                    |
| Slalom Varones C1 Participantes: 7 |                                    |                                    |                                    |                                    |
|                                    | Atleta                             | País                               | Tiempo                             |                                    |
| 1                                  | Henrik Jorgensen                   | Dinamarca                          | 2:27.47                            |                                    |
| 2                                  | Ted Judge                          | Estados Unidos                     | 3:32.70                            |                                    |
| 3                                  | Terry Hudson                       | Gran Bretaña                       | 3:47.85                            |                                    |
| Slalom Mujeres C2 Participantes: 3 |                                    |                                    |                                    |                                    |
|                                    | Atleta                             | País                               | Tiempo                             |                                    |
| 1                                  | Nancy Anderson                     | Estados Unidos                     | 1:29.12                            |                                    |
| 2                                  | Valerie Smith                      | Gran Bretaña                       | 2:51.98                            |                                    |
| 3                                  | Ursula Pieperrek                   | República Federal de Alemania      | 3:11.33                            |                                    |
| Slalom Varones C2 Participantes: 4 |                                    |                                    |                                    |                                    |
|                                    | Atleta                             | País                               | Tiempo                             |                                    |
| 1                                  | Dermot Walsh                       | Irlanda                            | 1:21.77                            |                                    |
| 2                                  | Mike Bowen                         | Estados Unidos                     | 1:30.05                            |                                    |
| 3                                  | Brian Kelly                        | Canadá                             | 1:32.99                            |                                    |
| Slalom Mujeres C3 Participantes: 4 |                                    |                                    |                                    |                                    |
|                                    | Atleta                             | País                               | Tiempo                             |                                    |
| 1                                  | Aileen Harper                      | Gran Bretaña                       | 2:47.80                            |                                    |
| 2                                  | Anne Trotman                       | Gran Bretaña                       | 3:01.96                            |                                    |
| 3                                  | Jennifer Keily                     | Irlanda                            | 3:31.39                            |                                    |
| Slalom Varones C3 Participantes: 8 |                                    |                                    |                                    |                                    |
|                                    | Atleta                             | País                               | Tiempo                             |                                    |
| 1                                  | Mullis, Ron                        | Estados Unidos                     | 2:04.98                            |                                    |
| 2                                  | Rene Rivera                        | Estados Unidos                     | 2:07.79                            |                                    |
| 3                                  | Jason Beasley                      | Gran Bretaña                       | 2:31.43                            |                                    |
| Slalom Mujeres C4 Participantes: 3 |                                    |                                    |                                    |                                    |
|                                    | Atleta                             | País                               | Tiempo                             |                                    |
| 1                                  | Clovee Fox                         | Gran Bretaña                       | 2:19.67                            |                                    |
| 2                                  | Joan Blalark                       | Estados Unidos                     | 2:25.61                            |                                    |
| 3                                  | Cathy Brown                        | Estados Unidos                     | 2:28.88                            |                                    |
| Slalom varones C4 Participantes: 5 |                                    |                                    |                                    |                                    |
|                                    | Atleta                             | País                               | Tiempo                             |                                    |
| 1                                  | Eric Owens                         | Estados Unidos                     | 1:30.42                            |                                    |
| 2                                  | Robert Easton                      | Canadá                             | 1:35.96                            |                                    |
| 3                                  | Norman Burns                       | Gran Bretaña                       | 1:40.65                            |                                    |
| Fuente: IPC.                       |                                    |                                    |                                    |                                    |

### Seúl 1988
Nietlispach, Franz 	SUI 	1:37.8 		
2 	Ahmad, Nezar 	KUW 	1:50.2 		
3 	Nozaki, Teruo 	JPN 	1:58.9

| Seúl 1988                            | Seúl 1988                          | Seúl 1988                          | Seúl 1988                          | Seúl 1988                          |
| Slalom Varones 1A Participantes: 3   | Slalom Varones 1A Participantes: 3 | Slalom Varones 1A Participantes: 3 | Slalom Varones 1A Participantes: 3 | Slalom Varones 1A Participantes: 3 |
|                                      | Atleta                             | País                               | Tiempo                             |                                    |
| ------------------------------------ | ---------------------------------- | ---------------------------------- | ---------------------------------- | ---------------------------------- |
| 1                                    | Khaled Al Saqer                    | Baréin                             | 3:08.8                             |                                    |
| 2                                    | Carlos Maslup                      | México                             | 3:47.2                             |                                    |
| 3                                    | Ali Alhasan                        | Baréin                             | 6:52.6                             |                                    |
| Slalom Varones 1B Participantes: 4   |                                    |                                    |                                    |                                    |
|                                      | Atleta                             | País                               | Tiempo                             |                                    |
| 1                                    | Akihiko Onodera                    | Japón                              | RM 2:17.0                          |                                    |
| 2                                    | Eric Walter                        | Suiza                              | 2:30.6                             |                                    |
| 3                                    | Vincenzo Vallelonga                | Australia                          | 2:33.9                             |                                    |
| Slalom Varones 1C Participantes: 5   |                                    |                                    |                                    |                                    |
|                                      | Atleta                             | País                               | Tiempo                             |                                    |
| 1                                    | Kiichiro Hashiba                   | Japón                              | 2:14.2                             |                                    |
| 2                                    | Tareq Al-Naser                     | Kuwait                             | 2:14.5                             |                                    |
| 3                                    | Carmelo Addaris                    | Italia                             | 2:19.3                             |                                    |
| Slalom Varones 2 Participantes: 10   |                                    |                                    |                                    |                                    |
|                                      | Atleta                             | País                               | Tiempo                             |                                    |
| 1                                    | In Kwon Jung                       | Corea del Sur                      | 1:56.2                             |                                    |
| 2                                    | Graham Condon                      | Nueva Zelanda                      | 2:04.2                             |                                    |
| 3                                    | Kazumi Kanazawa                    | Japón                              | 2:04.3                             |                                    |
| Slalom Mujeres 3 Participantes: 6    |                                    |                                    |                                    |                                    |
|                                      | Atleta                             | País                               | Tiempo                             |                                    |
| 1                                    | Yumi Ito                           | Japón                              | 1:57.3                             |                                    |
| 2                                    | Michiyo Watanuki                   | Japón                              | 2:02.8                             |                                    |
| 3                                    | Patricia Hill                      | Nueva Zelanda                      | 2:11.0                             |                                    |
| Slalom Varones 3 Participantes: 7    |                                    |                                    |                                    |                                    |
|                                      | Atleta                             | País                               | Tiempo                             |                                    |
| 1                                    | Seiji Hayashi                      | Japón                              | 1:54.2                             |                                    |
| 2                                    | Takao Ishii                        | Japón                              | 1:56.2                             |                                    |
| 3                                    | Takeshi Iwasaki                    | Japón                              | 2:00.2                             |                                    |
| Slalom Mujeres 4 Participantes: 7    |                                    |                                    |                                    |                                    |
|                                      | Atleta                             | País                               | Tiempo                             |                                    |
| 1                                    | Rumi Sakauchi                      | Japón                              | 2:03.6                             |                                    |
| 2                                    | Hyun Hee Cho                       | Japón                              | 2:11.3                             |                                    |
| 3                                    | Schiharu Imaizumi                  | Japón                              | 2:11.8                             |                                    |
| Slalom Varones 4 Participantes: 11   |                                    |                                    |                                    |                                    |
|                                      | Atleta                             | País                               | Tiempo                             |                                    |
| 1                                    | Katsuaki Takemura                  | Japón                              | 1:42.5                             |                                    |
| 2                                    | Rolf Johansson                     | Suecia                             | 1:42.7                             |                                    |
| 3                                    | Yasuhiro Fujikawa                  | Japón                              | 1:56.3                             |                                    |
| Slalom Varones 5-6 Participantes: 17 |                                    |                                    |                                    |                                    |
|                                      | Atleta                             | País                               | Tiempo                             |                                    |
| 1                                    | Franz Nietlispach                  | Suiza                              | 1:37.8                             |                                    |
| 2                                    | Nezar Ahmad                        | Kuwait                             | 1:50.2                             |                                    |
| 3                                    | Teruo Nozaki                       | Japón                              | 1:58.9                             |                                    |
| Slalom Mujeres C1 Participantes: 7   |                                    |                                    |                                    |                                    |
|                                      | Atleta                             | País                               | Tiempo                             |                                    |
| 1                                    | Kerry Taylor                       | Gran Bretaña                       | 1:53.48                            |                                    |
| 2                                    | Carol Johnson                      | Gran Bretaña                       | 2:15.86                            |                                    |
| 3                                    | Lee Graybeal                       | Estados Unidos                     | 3:23.24                            |                                    |
| Slalom Varones C1 Participantes: 3   |                                    |                                    |                                    |                                    |
|                                      | Atleta                             | País                               | Tiempo                             |                                    |
| 1                                    | Jorgensen, Henrik                  | Dinamarca                          |                                    |                                    |
| 2                                    | Terry Hudson                       | Gran Bretaña                       |                                    |                                    |
| 3                                    | Terry Robinson                     | Canadá                             |                                    |                                    |
| Slalom Varones C2 Participantes: 3   |                                    |                                    |                                    |                                    |
|                                      | Atleta                             | País                               | Tiempo                             |                                    |
| 1                                    | Darrin Jordan                      | Irlanda                            |                                    |                                    |
| 2                                    | David Osborn                       | Estados Unidos                     |                                    |                                    |
| 3                                    | Mansoor Siddiqi                    | Dinamarca                          |                                    |                                    |
| Slalom Varones C4-5 Participantes: 3 |                                    |                                    |                                    |                                    |
|                                      | Atleta                             | País                               | Tiempo                             |                                    |
| 1                                    | Eric Owens                         | Estados Unidos                     |                                    |                                    |
| 2                                    | Norman Burns                       | Gran Bretaña                       |                                    |                                    |
| 3                                    | Matthew van Eldik                  | Australia                          |                                    |                                    |
| Fuente: IPC.                         |                                    |                                    |                                    |                                    |